# Metal Health
También existe una canción llamada Metal Health.
Metal Health es el tercer álbum de estudio de la banda de heavy metal estadounidense Quiet Riot, publicado en el año 1983. Metal Health fue el primer álbum de la banda grabado sin su guitarrista original Randy Rhoads, quien había dejado Quiet Riot en 1980 para unirse a la banda de Ozzy Osbourne, siendo su guitarrista hasta su muerte en un accidente de avión en el año 1982.
Este fue el primer disco de heavy metal en llegar al puesto #1 del top de Billboard, la canción "Cum On Feel the Noize" (cover de la banda británica Slade) llegó al top 5 del Billboard lo que ayudó al disco a ubicarse al puesto #1. Ha vendido más de 6 millones de copias solo en los Estados Unidos, y más de 10 millones de copias a nivel mundial.

## Historia del disco
Luego de sus trabajos anteriores (Quiet Riot y Quiet Riot 2) que no fueron editados en los Estados Unidos y tras la separación del grupo, el guitarrista Randy Rhoads se unió a Ozzy Osbourne con quien grabó sus dos primeros discos como solista hasta su muerte en 1982.
Tras la muerte de Rhoads, el vocalista Kevin DuBrow quiso reformar Quiet Riot, pero ninguno de los miembros de la formación original se interesó. Así, Carlos Cavazo se le unió como guitarrista, Rudy Sarzo se le unió de nuevo al bajo, y Frankie Banali completó el grupo ocupando la batería.
Con la ayuda del productor Spencer Proffer, consiguieron un contrato discográfico con la compañía disquera CBS Records en Estados Unidos y así lograron grabar su primer álbum de estudio en Norteamérica titulado "Metal Health", que vendió más de 6 millones de copias en Estados Unidos y más de 10 millones a nivel mundial, llegando a ser el primer disco de heavy metal en llegar al puesto #1 del Billboard.
El álbum de estudio incluyó varios éxitos de la banda como "Metal Health", "Cum On Feel the Noize", "Slick Black Cadillac", "Battle Axe", "Let's Get Crazy" y "Thunderbird", además el álbum fue dedicado a la memoria de Randy Rhoads.

## Lista de canciones
| N.º | Título                          | Letras                                                  | Duración |  |
| 1.  | «Bang Your Head (Metal Health)» | Kevin DuBrow, Carlos Cavazo, Rudy Sarzo, Frankie Banali | 5:16     |  |
| 2.  | «Cum On Feel the Noize»         | Noddy Holder, Jim Lea                                   | 4:51     |  |
| 3.  | «Don't Wanna Let You Go»        | DuBrow, Cavazo                                          | 4:42     |  |
| 4.  | «Slick Black Cadillac»          | DuBrow, Randy Rhoads                                    | 4:12     |  |
| 5.  | «Love's a Bitch»                | DuBrow                                                  | 4:11     |  |
| 6.  | «Breathless»                    | DuBrow, Cavazo                                          | 3:51     |  |
| 7.  | «Run for Cover»                 | DuBrow, Cavazo                                          | 3:38     |  |
| 8.  | «Battle Axe»                    | Cavazo                                                  | 1:38     |  |
| 9.  | «Let's Get Crazy»               | DuBrow                                                  | 4:08     |  |
| 10. | «Thunderbird»                   | DuBrow                                                  | 4:43     |  |

### 2001 The Metal Bonus Tracks Remasters
| N.º | Título                           | Letras         | Duración |  |
| 11. | «Danger Zone»                    | DuBrow         | 5:06     |  |
| 12. | «Slick Black Cadillac (en vivo)» | DuBrow, Rhoads | 5:14     |  |

## Personal

### Músicos
- Kevin DuBrow - Voz líder y coros.
- Carlos Cavazo - Guitarra principal y coros.
- Rudy Sarzo - Bajo y sintetizador.
- Frankie Banali - Batería, percusión y coros.

### Músicos adicionales
- Chuck Wright - Bajo en Bang Your Head y en Don't Wanna Let You Go y coros
- Pat Regan - Teclados y piano
- Spencer Proffer - Produccióm y coros
- Riot Squad - Coros
- Tuesday Knight - Coros
- Donna Slattery - Coros

## Posición en las listas

### Álbum
| Lista (1983)             | Posición | Semanas |
| ------------------------ | -------- | ------- |
| Canadian Albums Chart    | 5        | 53      |
| New Zealand Albums Chart | 33       | 6       |
| U.S. Billboard Hot 200   | 1        | 74      |

### Sencillos
Billboard Music Charts (Norteamérica)

| Año  | Sencillo                | Lista                 | Posición |
| ---- | ----------------------- | --------------------- | -------- |
| 1983 | "Metal Health"          | Mainstream Rock       | 37       |
| 1983 | "Cum on Feel the Noize" | Mainstream Rock       | 7        |
| 1983 | "Slick Black Cadillac"  | Mainstream Rock       | 32       |
| 1983 | "Cum on Feel the Noize" | The Billboard Hot 100 | 5        |
| 1984 | "Metal Health"          | The Billboard Hot 100 | 31       |